# Huglfing
Huglfing est une commune de Bavière (Allemagne), située dans l'arrondissement de Weilheim-Schongau, dans le district de Haute-Bavière.